# 拉夫蘭 (愛荷華州)
拉夫蘭（英語：Loveland）是位於美國愛荷華州波特瓦特米縣的一個人口普查指定地區。

## 人口
根據2010年美國人口普查的數據，拉夫蘭的面積為0.16平方千米，當中陸地面積為0.16平方千米，而水域面積為0.00平方千米。當地共有人口35人，而人口密度為每平方千米218.75人。